# Euselasia eumenes
Euselasia eumenes är en fjärilsart som beskrevs av William Chapman Hewitson 1852. Euselasia eumenes ingår i släktet Euselasia och familjen Riodinidae. Inga underarter finns listade i Catalogue of Life.

## Bildgalleri

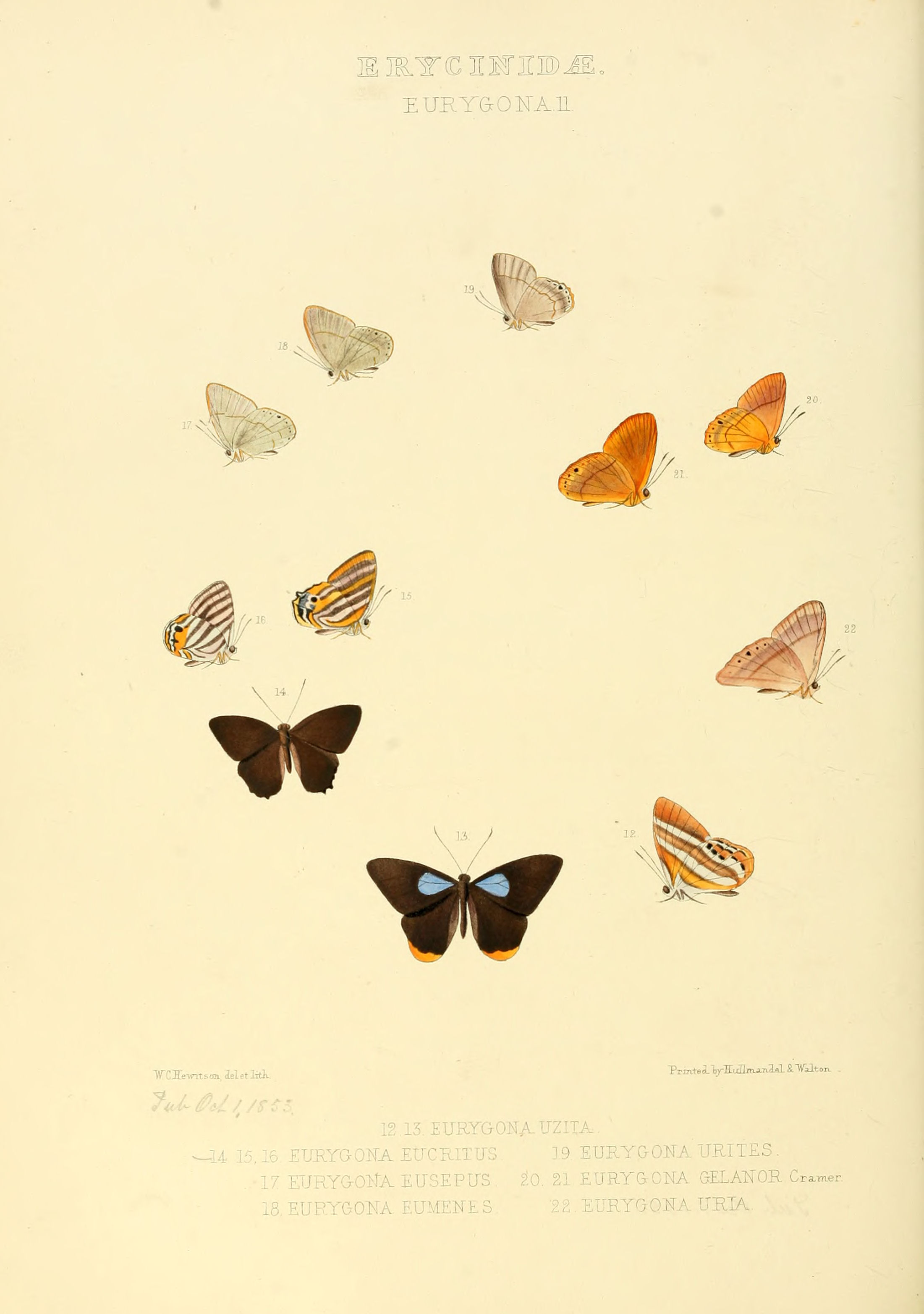